# Dies fastus
Als Dies fasti (abgekürzt F, dt. „Gerichtstage“, fāstus Adjektiv zu fas, göttl. Gebot, das sittlich Gute, Erlaubte) wurden im römischen Kalender Tage bezeichnet, an denen neue Rechtsfälle an den Prätor eingereicht und verhandelt werden konnten (im Gegensatz zu den diebus nefastis).
Ein dies fastus konnte mit einem diei comitiali zusammenfallen, da parallel verlaufende Aktivitäten sich nicht ausschlossen. Ebenso besaßen die QRCF den Charakter eines F- oder C-Tages.